# Armin Löwe
Armin Löwe (* 17. Oktober 1922 in Meißen; † 23. Oktober 2001 in Heidelberg) gilt als der Vater der Pädaudiologie in Deutschland und Pionier der auditiv-verbalen Erziehung.

## Leben
Im Zweiten Weltkrieg geriet Löwe von 1945 bis 1947 in Kriegsgefangenschaft.
Nach seiner Entlassung machte er in Heidelberg die Ausbildung zum Volksschullehrer. Einigen Monaten Praxis als Volksschullehrer folgte von 1949 bis 1951 eine zweijährige Zusatzausbildung am Seminar für Taubstummenlehrer, das damals in Verbindung mit der Universität Heidelberg stand.
1951–1959 war er Lehrer an der Schule für Gehörlose in Heidelberg. 1959 gründete Löwe die erste Pädaudiologische Beratungsstelle für Eltern gehörgeschädigter Kinder in Heidelberg, die er bis 1966 leitete. Gleichzeitig war er Herausgeber eines jährlich erscheinenden Mitteilungsblattes im Bereich der Früherziehung und Elternarbeit. 1959–1990 war er Schriftleiter der Zeitschrift „hörgeschädigte kinder“.
1966–1970 lehrte er als Dozent an der Pädagogischen Hochschule Heidelberg und ab 1969 als Dozent am damaligen Institut für Hör-, Sprach- und Sehgeschädigtenpädagogik. 1970 wurde er zum Professor für Pädaudiologie an der pädagogischen Hochschule in Heidelberg ernannt und 1973 zusätzlich für Gehörlosenpädagogik.

## Werk
Er widmete seine gesamte Laufbahn der lautsprachlichen Förderung gehörloser und schwerhöriger Kinder. Löwe war ein Befürworter der schulischen Integration hörgeschädigter Kinder und Jugendlicher. Er legte den Grundstein für die Förderung der frühkindlichen Hör- und Sprachentwicklung hörgeschädigter Kinder in Deutschland und setzte sich besonders für die Frühförderung hörgeschädigter Kinder ein.
Löwe schrieb zahlreiche Fachbücher und Aufsätze zum Thema kindlicher Schwerhörigkeit, die in zahlreiche europäische Sprachen übersetzt wurden. Er war international aktiv und hielt weltweit Gastvorlesungen in mehr als dreißig Ländern.

## Auszeichnungen
- er erhielt das Bundesverdienstkreuz am Bande für seine Verdienste um die Schwerhörigenpädagogik.

- 2002 wurde ihm (postum) die «Sonnenschein-Medaille – Miteinander wachsen» der Theodor-Hellbrügge-Stiftung für sein Lebenswerk verliehen[1].

## Veröffentlichungen (Auswahl)
- Haus-Spracherziehung für hörgeschädigte Kleinkinder. Ein neuer Weg in der Frühförderung hörgeschädigter Kinder. 2. Auflage. Berlin 1965
- Sprachfördernde Spiele für hörgeschädigte Kleinkinder. 2. Auflage. Berlin 1967
- Moderne technische Unterrichts- und Rehabilitationshilfen für Gehörlose und Schwerhörige. Neubiberg 1972
- Heidelberger Hörprüf-Bild-Test (HHBT) für Schulanfänger: Testmaterial. Villingen-Schwenningen 1972
- Kinder-Audiometrie. Eine Einführung aus pädagogischer Sicht. Berlin 1974
- Vom Schock zum konstruktiven Annehmen. In: „Hörgeschädigte Kinder“ 20/1983
- Geschichte der Gehörlosenpädagogik. In: Geschichte der Sonderpädagogik, Solarová, Svetluse [Hrsg.], Kohlhammer Stuttgart 1983[2]
- Hörenlernen im Spiel. Praktische Anleitungen für Hörübungen mit hörgeschädigten Kleinkindern. 5. Auflage. Berlin 1990
- Hörerziehung für hörgeschädigte Kinder. Geschichte - Methoden - Möglichkeiten. Eine Handreichung für Eltern, Pädagogen und Therapeuten. 2. neu bearbeitete und erweiterte Auflage. Heidelberg 1991
- Hörgeschädigtenpädagogik international: Geschichte – Länder – Personen – Kongresse. Heidelberg 1992
- Hörprüfungen in der kinderärztlichen Praxis. Eine Einführung für Kinderärzte, medizinisch-technische Assistentinnen, Arzthelferinnen und Logopädinnen. Heidelberg 1996
- Pädagogische Hilfen für hörgeschädigte Kinder in Regelschulen. Eine Handreichung für Lehrer sowie für Eltern und Therapeuten gehörloser und schwerhöriger Regelschüler (4. neu bearbeitete und erweiterte Auflage). Heidelberg 1996
- Hörenlernen im Spiel. Anleitungen für Hörübungen mit hörgeschädigten und mit wahrnehmungsgestörten Kindern. Berlin 1997
- Ehemals deutsche Gehörlosenschulen im heutigen Polen – Ihre Entstehung und ihre Geschichte. Frankenthal 2001
- Früherfassung, Früherkennung, Früherziehung hörgeschädigter Kinder (3., völlig neu bearbeitete Auflage). Berlin 2002